# مشاع 6ب غز أباد (غرمسار كرمان)
مشاع 6ب غز أباد (بالإنجليزية: Masha-ye 6b Gazabad)‏ هي منطقة سكنية تقع في إيران في قسم غرمسار الریفي.